# Wainfleet All Saints
Wainfleet All Saints är en stad och civil parish i East Lindsey i Lincolnshire i England. Orten har 1 604 invånare (2011).